# Riograndino da Costa e Silva
Riograndino da Costa e Silva (Taquari, 8 de junho de 1904 — 12 de setembro de 1993) foi um militar e escritor brasileiro.
Filho de Aleixo Rocha da Silva e Almerinda Mesquita da Costa e Silva. Irmão do ex-presidente do Brasil Artur da Costa e Silva, de quem foi secretário particular em 1969.
Estudou no Colégio Militar de Porto Alegre e na Escola Militar do Realengo, participando da Revolta dos 18 do Forte de Copacabana em 5 de julho de 1922, desligado do exército por este motivo até 1930, quando foi anistiado. Em 1927 bacharelou-se em direito pela Faculdade de Direito da Universidade Federal do Rio Grande do Sul.
É patrono da cadeira 13 da Academia Literária do Vale do Taquari.

## Obras
- Riograndino da Costa e Silva, Notas à Margem da História do Rio Grande do Sul. Porto Alegre: Editora Globo, 1968.
- São José de Taquari: A História de Minha Terra. 1972.[4]